# هونگ جئونگ-هو (بازیکن فوتبال)
هونگ جئونگ-هو (انگلیسی: Hong Jeong-Ho؛ زاده ۱۲ اوت ۱۹۸۹) یک بازیکن فوتبال اهل کره جنوبی است.
وی همچنین در تیم‌ ملی فوتبال کره جنوبی بازی کرده‌است.